# Paul Busson
Paul Busson (9. července 1873 Innsbruck – 5. července 1924 Vídeň) byl rakouský novinář, spisovatel a dramatik.

## Životopis
Rodiče Paula Bussona byli Emma Bussonová, rozená Neyová, a univerzitní profesor a historik Dr. Arnold Busson (1844–1892). Byl nejstarší v rodině s deseti dětmi, jedním z jeho bratrů byl důlní inženýr Felix Busson.
V roce 1892 Paul maturoval na gymnáziu ve Štýrském Hradci a šel studovat medicínu. Po roční dobrovolné službě u Achter-Husaren se v roce 1897 stal důstojníkem a jako poručík odešel do Haliče. Od roku 1900 žil ve Vídni, stal se redaktorem Neues Wiener Tagblatt a psal pro Simplicissimus. Jako novinář hodně cestoval do Bosny, Srbska, Bulharska, navštívil také Itálii, Albánii, Švédsko a Dánsko. Poté, co byl v roce 1914 pověřen vedením fejetonové rubriky Tagblattu, byl během první světové války nasazen jako reportér na různých válečných scénách. Po skončení války odešel kvůli srdeční chorobě na odpočinek na lovecký statek v Neunzenu ve Waldviertelu.
Byl činný jako dramatik a psal historické romány s fantasticko-mystickými prvky; pracoval v nich s náměty, jako je stěhování duší (Die Wiedergeburt des Melchior Dronte) nebo motiv vlkodlaka (Der Schuß im Hexenmoos). Byl členem sboru Joannea Graz (1893) a Schacht Leoben (1924).
Hrob Paula Bussona se nachází v areálu čestných hrobů na Vídeňském ústředním hřbitově. V roce 1955 byla po něm pojmenována ulice Bussongasse ve Vídeňském Donaustadtu (22. obvod).

## Dílo

### V češtině
- Kardinál – in: 1000 nejkrásnějších novel... č. 70, úvod František Sekanina, přeložil Jaroslav Ráček, s. 81–88. Praha: J. R. Vilímek 1914
- V svatojánské noci – přeložil Jaroslav Vykydal. Praha: Emil Šolc, 1915
- Serenáda a jiné novellety – přeložil J. Rypáček; kreslil V. H. Brunner. Pacov: Přemysl Plaček, 1917[1]